# Лукач Юрій Юхимович
Юрій Юхимович Лукач (11 вересня 1926, Хвостівці — 13 червня 2014, Київ) — український науковець-матеріалознавець, педагог. Доктор технічних наук (1971), професор (1973). Розробник нових напрямів у галузі перероблення полімерних матеріалів, використання біопального, теплового процесів хімічних виробництв, засновник власної наукової школи з переробки полімерних матеріалів.
Протягом 60 років — професор Київського політехнічного інституту (1954—2014), 26 років з яких — завідувач кафедри машин та апаратів хімічних виробництв. Головний науковий консультант київського заводу «Більшовик». Автор понад 300 наукових робіт, близько 100 авторських свідоцтв на винаходи.

## Життєпис
Народився 11 вересня 1926-го року у селі Хвостівці на Вінниччині, у сім'ї службовців. Через роботу батька родина постійно змінювала місця проживання: з 1933-го року — Вінниця, з 1935-го — Саратов, з 1938-го — Київ. У 1941-му році батько був призначений директором оборонного заводу у Тулі, тому родина залишилася там.
У 1943-му році вступив до Московського авіаційного інституту, але після деокупації Києва перевівся до Київського політехнічного інституту (КПІ), який закінчив у 1948-му році з кваліфікацією «Інженер-механік».
За розподіленням був направлений на роботу до Науково-дослідного інституту Міністерства автомобільного транспорту УРСР, де обіймав посаду старшого інженера. У 1950-му році вступив до аспірантури кафедри машин та апаратів хімічних виробництв КПІ, після закінчення якої здобув науковий ступінь кандидата технічних наук, захистивши дисертацію на тему «Исследование теплоотдачи при кипении бинарных смесей».
З 1952-го року — асистент Київського технологічного інституту силікатів. Після об'єднання інституту з КПІ у 1954-му році увійшов до його науково-педагогічного складу. Відтоді ж — співробітник кафедри хімічного машинобудування.
У 1967-му році перейшов на кафедру машин та апаратів хімічних і нафтопереробних виробництв, професором якої був до кінця життя. У 1971-му році здобув науковий ступінь доктора технічних наук, захистивши дисертацію на тему «Исследование неизотермических процессов переработки термопластов». Через два роки Юрію Лукачу було присуджено вчене звання професора. Відтоді ж — завідувач кафедри машин та апаратів хімічних і нафтопереробних виробництв.
У різні роки займав декілька посад у КПІ, зокрема заступника декана факультету хімічного машинобудування, був деканом вечірнього факультету. Завдяки організаційній роботі Юрія Лукача у 1978-му році факультет хімічного машинобудування отримав новий навчальний корпус.

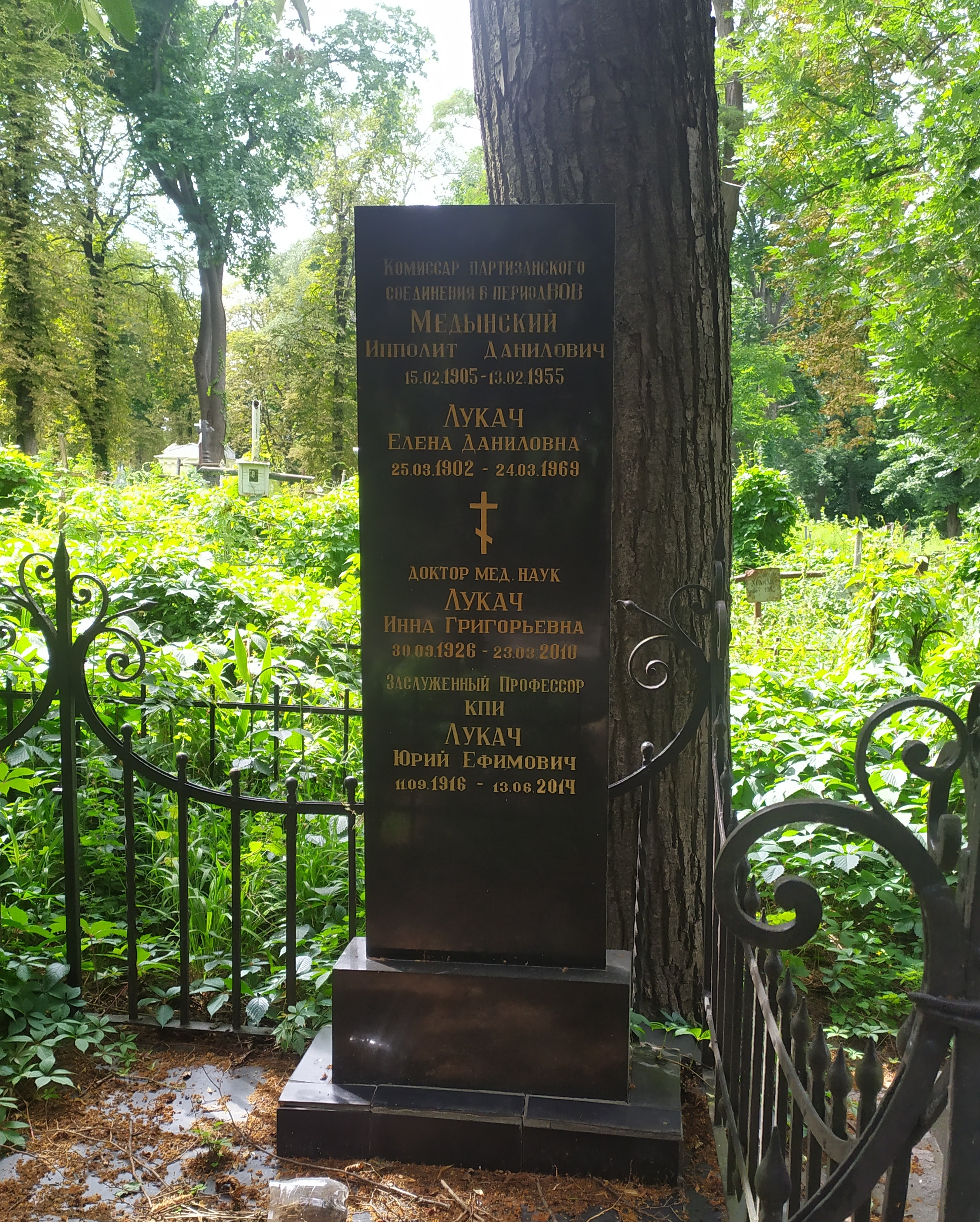
Могила Юрія Лукача та його родини, Лук'янівське кладовище

Дружина — науковиця-епідеміологиня, доктор медичних наук Інна Лукач (1926—2010). Виховали доньку.
У 1999-му році звільнився з посади завідувача кафедри машин та апаратів хімічних і нафтопереробних виробництв, залишивши собі обов'язки професора кафедри. Працював до останніх днів життя. Помер на 88-му році життя 13 червня 2014-го року. Похований на Лук'янівському кладовищі разом із родиною. На надгробку роком народження Юрія Лукача вказаний 1916-й.

## Наукова діяльність
Під керівництвом Юрія Лукача науковці кафедри машин та апаратів хімічних і нафтопереробних виробництв співпрацювали із заводом «Більшовик», головним науковим консультантом якого був сам Лукач. Кафедра однією з перших в СРСР впровадила обчислювальну техніку у наукові дослідження та навчальний процес. Були розроблені декілька десятків керівних технічних матеріалів, виготовлено високоефективне обладнання для перероблення пластмас і гумових сумішей, яке й досі експлуатується у багатьох країнах світу, зокрема США, Франції, Данії, Великій Британії, Німеччині тощо.
Автор понад 300 наукових робіт, близько 100 авторських свідоцтв на винаходи. Заступник голови методичної ради КПІ, член Науково-методичної ради Міністерства вищої та середньої спеціальної освіти СРСР. Член Ради Національної академії наук України з проблем теплотехнології, член науково-технічного комітету Державного комітету СРСР з питань науки і техніки, голова спеціалізованої Вченої ради із захисту докторських дисертацій.
Науковий керівник понад 40 докторів та кандидатів наук, зокрема Аркадія Пєтухова, Леоніда Радченка, Ігоря Мікульонка тощо.

## Науковий доробок (частковий)
- «Исследование теплоотдачи при кипении бинарных смесей»: диссертация кандидата технических наук : 05.00.00. — Киев, 1953. — 228 с. : ил.
- «Червячные машины для переработки пластических масс и резиновых смесей» / Д. Д. Рябинин, Ю. Е. Лукач. — М. : Машиностроение, 1965. — 363 с.
- «Валковые машины для переработки пластмасс и резиновых смесей» / Ю. Е. Лукач, Д. Д. Рябинин, Б. Н. Метлов. — М. : Машиностроение, 1967. — 296 с.
- «Исследование неизотермических процессов переработки термопластов»: диссертация доктора технических наук / Киев. политехн. ин-т им. 50-летия Великой Октябрьской соц. революции. — Киев, 1971.
- «Смесительные машины для пластмасс и резиновых смесей» / Д. Д. Рябинин, Ю. Е. Лукач. — М. : Машиностроение, 1972. — 272 с.
- «Новое оборудование и процессы переработки полимерных материалов»: [Сборник / Науч. ред. Ю. Е. Лукач, Ю. М. Карелин]. — Киев: О-во «Знание» УССР, 1978. — 32 с. : ил.; 20 см — (Химическая промышленность / О-во «Знание» УССР).
- «Оборудование для производства полимерных пленок» / Ю. Е. Лукач, А. Д. Петухов, В. А. Сенатос. — М. Машиностроение: 1981. — 224 с.
- «Алгоритм расчета устройств для термообработки изделий из термопластов»: Учеб. пособ. 1984
- «Автоматизированное проектирование валковых машин для переработки полимеров» / [Ю. Е. Лукач, Л. Г. Воронин, Л. И. Ружинская и др.]. — К. : Техніка, 1988. — 208 с.
- «Агрегат на базі дискового екструдера i шестеренчастого насоса для перероблення термопластичних матеріалів». 2000;
- «Процеси та обладнання хімічної технології» — підручник у двох частинах, 2011

### Авторські свідоцтва на винаходи (у співавторстві)
- 1959 — «Симметричный высокочастотный кабель»
- 1970 — «Накладной индукционный нагреватель для червячных машин»
- 1970 — «Дисковый экструдер для переработки»
- 1971 — «Способ изготовления рукавных пленок из термопластов»
- 1974 — «Пенобетонная смесь»
- 1975 — «Дисковый экструдер для термопластов»
- 1975 — «Устройство для охлаждения рукавных полимерных пленок»
- 1975 — «Устройство для охлаждения листов из термопластов»
- 1976 — «Дисковый экструдер для переработки полимерных материалов»
- 1976 — «Червячно-дисковый экструдер»
- 1976 — «Устройство для охлаждения листов термопласта»
- 1977 — «Червячно-дисковый экструдер для переработки полимерных материалов»
- 1978 — «Аппарат для сушки суспензий в кипящем слое инертных тел»
- 1978 — «Шламовый питатель»
- 1978 — «Узел охлаждения диска экструдера»
- 1979 — «Способ формирования бетонных изделий»
- 1979 — «Установка для нанесения покрытий на изделия»
- 1979 — «Установка для нанесения покрытий на равнотолщинные токопроводящие изделия»
- 1980 — «Установка для декарбонизации»
- 1981 — «Пневмовинтовой питатель для подачи порошковых материалов»
- 1981 — «Устройство для очистки от волокнистых включений»
- 1981 — «Способ нанесения полимерного порошкового покрытия и устройство для его осуществления»
- 1981 — «Способ сушки цементного сырьевого шлама в кипящем слое инертных тел»
- 1981 — «Декарбонизатор»
- 1982 — «Аппарат для обжига цементного сырья во взвешенном состоянии»
- 1983 — «Установка для получения клинкера»
- 1983 — «Экструдер для переработки полимерных материалов»
- 1985 — «Способ очистки газопылевого потока и устройство для его осуществления (его варианты)»
- 1985 — «Способ термической обработки сырья в виде суспензии»
- 1986 — «Клиновое устройство валковых машин»
- 1988 — «Способ изготовления металлического трубопровода с защитным полимерным покрытием»
- 1988 — «Устройство для укладки бетонной смеси в форму»
- 1988 — «Клиновое устройство к валковым машинам для переработки полимерных материалов»
- 1988 — «Способ формования фибробетонных изделий»
- 1988 — «Клиновое устройство к вальцам»
- 1988 — «Барабан для термообработки полимерных материалов»
- 1990 — «Кольцевая экструзионная головка»
- 1990 — «Валок к валковым машинам»
- 1990 — «Виброэкструдер для укладки бетонных смесей в форму»
- 1992 — «Устройство для охлаждения длинномерных изделий»
- 1994 — «Спосіб зарядки частинок порошків полімерів у коронному розряді та пристрій для його здійснення»
- 1994 — «Спосіб очистки газопилового потоку та пристрій для його здійснення /його варіанти/»
- 1997 — «Спосіб приготування рідкого пального»
- 1997 — «Енергетична установка»
- 1997 — «Пристрій для переробки гумових відходів»
- 1997 — «Трубний пучок мембранного апарата»
- 1998 — «Спосіб виділення полікондесаційних ароматичних полімерів з розчину»
- 1998 — «Екструдер для виготовлення композицій з полімерів та органічних наповнювачів»
- 1998 — «Агрегат для виготовлення виробів з композицій, наповнених органічними волокнистими матеріалами»
- 1998 — «Спосіб формування дисперсноармованих фібрами бетонних виробів»
- 1998 — «Мембранний елемент»
- 1999 — «Пристрій для відділення сформованого шару пастоподібної речовини від циліндричної поверхні»
- 2000 — «Пристрій для безперервного утворення і виділення твердої фази з рідкого розчину»
- 2000 — «Лінія для виробництва листових і погонажних виробів з полімернаповнених композиційних матеріалів»
- 2001 — «Каскадний екструдер»
- 2001 — «Пристрій для перероблення твердих відходів»
- 2001 — «Матеріал для виготовлення мішеневих щитів»
- 2001 — «Пристрій для подрібнення матеріалів»
- 2002 — «Установка для утилізації вторинної полімерної сировини»
- 2002 — «Екструдер для перероблення термопластичних матеріалів»
- 2003 — «Спосіб одержання композицій на основі термопластичного полімеру й наповнювача з твердих відходів»
- 2004 — «Спосіб подрібнення полімервмісних матеріалів»
- 2007 — «Одночерв'ячний прес для переробки термопластів»
- 2007 — «Віброекструдер для подавання бетонних сумішей у форму»
- 2007 — «Валок валкових машин»
- 2010 — «Циліндр черв'ячного екструдера»
- 2010 — «Змішувальна секція черв'яка екструдера»
- 2011 — «Ущільнювальний пристрій шийки ротора змішувача пластмас і гумових сумішей»
- 2011 — «Листова мішалка»